# Jevhen Nyščuk
Jevhen Nyščuk (ukr. Євген Нищук); rođen je 29. prosinca 1972. u Ivano-Frankivsku; ukrajinski aktivist, glumac, priznati umjentnik, jedan od predvodnika Euromajdana. Od 27. veljače 2014. obnaša dužnost ministra kulture u Ukrajini.

## Vanjske poveznice
- Društvena mreža Jevhena Nyščuka